# NGC 5885
NGC 5885 ist eine Balken-Spiralgalaxie vom Hubble-Typ SBc mit ausgedehnten Sternentstehungsgebieten im Sternbild Waage auf der Ekliptik. Sie ist schätzungsweise 89 Millionen Lichtjahre von der Milchstraße entfernt und hat einen Durchmesser von etwa 80.000 Lichtjahren. Vom Sonnensystem aus entfernt sich das Objekt mit einer errechneten Radialgeschwindigkeit von näherungsweise 2.000 Kilometern pro Sekunde.
Im selben Himmelsareal befinden sich unter anderem die Galaxien PGC 91423, PGC 981442, PGC 982105, PGC 987655.
Das Objekt wurde am 9. Mai 1784 von Wilhelm Herschel mit einem 18,7-Zoll-Spiegelteleskop entdeckt, der sie dabei mit „vF, cL, nearly round, rather milky“ beschrieb. Bei seiner Beobachtung mit einem 18-Zoll-Spiegelteleskop im Jahr 1847 notierte John Herschel „pF, L, R, vgbM, 3′ diameter“.